# 野田分位
野田分位（日语：ダノンデサイル），是日本現役純種競賽馬匹。目前主要勝利有2024年京成盃、東京優駿（日本打吡）、2025年美國賽馬會盃、杜拜司馬經典賽。

## 出賽前
2021年4月6日出生於北海道千歲市社台牧場，成長途中被馬主公司Danox Co. Ltd.以1億4850萬日圓購入。
其後交由栗東訓練中心練馬師安田翔伍訓練。

## 競賽生涯

### 2歲
2023年10月9日出戰東京競馬場2歲新馬戰，比賽途中以留後方式追走下於直路雖然交出不俗的表現，但未能扭轉局面下僅跑獲第四。
10月28日出戰2歲未勝利戰，本次比賽採用與別不同的前置戰術，保持於第二的位置在直路追過領放馬Silvery Moon，最終繼續加速彈離對手下以1 1/2馬位優勢取首勝。
其後選擇出戰三級賽京都兩歲錦標，保持於中團位置下逐步由所在位置加速衝刺，但於直路上未能收窄和前方賽駒的距離，最終敗於真命新帝、Prelude City及Satono Strasse下以第四完賽。

### 3歲
2024年3歲的首戰定為京成盃，其順利出閘之下進佔第五左右的有利位置保持遮擋等待時機，並於通過最後彎道時開始發力。進入直路後，其於外檔位置開始衝刺並取得領先，最後關頭亦能保持速度抵擋後方追擊的名城潮流，以3/4馬位率先衝線取得首個分級賽冠軍，騎師橫山典弘亦憑借此勝利以55歲10個月23日之齡刷新由自身保持的最年長分級賽優勝騎師記錄。而於賽事影片釋出後，野田分位被發現於比賽途中突然排便，導致其成為馬迷間的話題，關注度亦隨之提升。
4月14日按照計劃出戰皋月賞，然而於入閘前騎師橫山發現其步態有異常，隨即呼叫工作人員作出檢查，最終被發現其右前腳出現不良於行的症狀，亦被賽會勒令退出。
稍微休養過後於5月26日重返賽場出戰東京優駿（日本打吡），賽前因未有出戰過皋月賞而僅得第九人氣。比賽開始後，其於所處的5檔起步迅速貼欄，保持於領放的潛心鍛鍊及甜蜜時刻後方的第三位置穩步推進。進入直路後，其仍然維持於內欄位置貼欄推進，於中後段待一對放頭馬力弱下瞬間嚮應指揮透出取得領先，最終亦能繼續衝刺擺脱駿天潮城的來襲，以2馬位的優勢取得首個一級賽冠軍，亦為練馬師安田翔伍帶來首個中央一級賽優勝。是次勝利，騎師橫山以56歲3個月3日之齡打破最年長一級賽及打吡優勝騎師記錄，而練馬師安田則以41歲10個月22日之齡打破最年輕打吡優勝練馬師記錄。
休養過後，於10月挑戰三冠尾關菊花賞，比賽初段選擇於中前方位置穩守，並一直以貼欄的方式前進。通過第一次終點進入第二圈的時候，其仍然維持此走勢前進，但於進入對面直路後開始墮後至中後方的位置，於第四彎道處更處於尾四。進入直路後，其於所在位置重新展開加速並開始衝刺，可惜未能收窄和前方的距離下僅跑獲第六，無緣成為日本賽馬史上第二匹後二冠馬匹。
12月22日選擇出戰有馬紀念挑戰年長馬匹，賽前取得第二人氣。比賽開始後，其於內欄位置把握機會衝出，順利進佔領放的位置，並於比賽途中以較慢的節奏帶領馬群前進。進入直路後，其繼續於內欄位置嚮應騎師橫山的指揮維持走勢，雖然得以一直壓制跟隨的寶徠歌劇，但可惜於最後關頭被衝出的蕾麗宮及大帝超越，以第三的戰績完賽。
年末，由於其勝出東京優駿且於有馬紀念跑獲季軍，因而於評選中以144票成為最佳3歲雄馬。

### 4歲
2025年以美國賽馬會盃作為首戰，由於主戰騎師橫山有約在先需要策騎摩天威獅，野田分位改由戶崎圭太執韁。比賽開始後，其順利於起步的第8檔上前，處於先頭部隊之中下一直維持在外疊的位置推進。通過第四彎道進入直路時，其在外檔位置望空取位並展開加速，不斷衝刺下最終跑出全場最快末腳，在終點先前將前方纏鬥的摩天威獅及宇宙雨林趕過取得冠軍，同時亦成為自特別週以來時隔26年再次勝出此賽事的打吡馬。
其後選擇遠征阿聯酋出戰杜拜司馬經典賽，比賽初段繼續採用前置戰術，維持在約莫第四、五左右的位置推進，一直跟隨步速處於遮擋位置。進入直路後，其稍為抽出外檔位置望空加速，逐步衝出之下超越前方的桀驁之戀，最終力退追擊的格倫島取得冠軍。
休養過後遠征英國的英國國際錦標，比賽初段留守在第二的位置獨自破風，然而進入直路後未能加速上前，最終以第五落敗。

### 詳細賽績
| 日期       | 舉辦國家 | 馬場 | 距離   | 級別 | 賽事名稱       | 負重 | 騎師     | 馬號 | 出馬 | 名次     | 時間     | 頭馬（二馬）     |
| ---------- | -------- | ---- | ------ | ---- | -------------- | ---- | -------- | ---- | ---- | -------- | -------- | ---------------- |
| 9/10/2023  | 日本     | 東京 | 草1600 |      | 2歲新馬        | 56   | 橫山典弘 | 2    | 13   | 4        | 1:37.7   | Fabulous Star    |
| 28/10/2023 | 日本     | 京都 | 草1800 |      | 2歲未勝利      | 56   | 横山典弘 | 6    | 10   | 1        | 1:47.9   | （Silvery Moon） |
| 25/11/2023 | 日本     | 京都 | 草2000 | GIII | 京都兩歲錦標   | 56   | 横山典弘 | 4    | 14   | 4        | 1:59.9   | 真命新帝         |
| 14/1/2024  | 日本     | 中山 | 草2000 | GIII | 京成盃         | 57   | 横山典弘 | 14   | 14   | 1        | 2:00.5   | （名城潮流）     |
| 14/4/2024  | 日本     | 中山 | 草2000 | GI   | 皋月賞         | 57   | 横山典弘 | 16   | 17   | 閘前退賽 | 閘前退賽 | 駿天潮城         |
| 26/5/2024  | 日本     | 東京 | 草2400 | GI   | 東京優駿       | 57   | 横山典弘 | 5    | 17   | 1        | 2:24.3   | （駿天潮城）     |
| 20/10/2024 | 日本     | 京都 | 草3000 | GI   | 菊花賞         | 57   | 横山典弘 | 4    | 18   | 6        | 3:04.8   | 名城潮流         |
| 22/12/2024 | 日本     | 中山 | 草2500 | GI   | 有馬紀念       | 56   | 横山典弘 | 1    | 15   | 3        | 2:32.0   | 蕾麗宮           |
| 26/1/2025  | 日本     | 中山 | 草2200 | GII  | 美國賽馬會盃   | 58   | 戶崎圭太 | 8    | 18   | 1        | 2:12.1   | （摩天威獅）     |
| 5/4/2025   | 阿聯酋   | 美丹 | 草2410 | GI   | 杜拜司馬經典賽 | 57   | 戶崎圭太 | 6    | 9    | 1        | 2:27.05  | （格倫島）       |
| 20/8/2025  | 英國     | 約克 | 草2050 | GI   | 英國國際錦標   | 61   | 戶崎圭太 | 2    | 6    | 5        | 2:09.59  | 監察官           |

## 血統簡介
父系神威啟示為日本賽駒，生涯戰績優秀，曾勝出一級賽菊花賞及日本盃，退役後亦有優秀的配種成績。祖父吉兆為美國生產的日本賽駒，生涯戰績彪炳，曾於2002年及2003年連霸秋季天皇賞及有馬紀念。
母系Top Decile為美國賽駒，生涯戰績不俗，曾於一級賽Alcibiades錦標及育馬者盃兩歲雌馬大賽取得亞軍。外祖父祝賀為美國賽駒，生涯戰績不俗，曾勝出二級賽聖柏斯卡爾讓賽，亦曾於一級賽聖雅尼塔讓賽及荷李活金盃分別跑獲亞軍及季軍。

### 血統表
| 父線：雷弼圖系（Hail to Reason系）                       |                                |                |                   |
| 種馬 神威啟示 2010年（棗色）                             | 吉兆 1999年（深棗色）          | Kris S.        | 雷弼圖            |
| 種馬 神威啟示 2010年（棗色）                             | 吉兆 1999年（深棗色）          | Kris S.        | Sharp Queen       |
| 種馬 神威啟示 2010年（棗色）                             | 吉兆 1999年（深棗色）          | Tee Kay        | Gold Meridian     |
| 種馬 神威啟示 2010年（棗色）                             | 吉兆 1999年（深棗色）          | Tee Kay        | Tri Argo          |
| 種馬 神威啟示 2010年（棗色）                             | 西沙里奧 2002年（黑色）        | 特別週         | 週日寧靜          |
| 種馬 神威啟示 2010年（棗色）                             | 西沙里奧 2002年（黑色）        | 特別週         | Campaign Girl     |
| 種馬 神威啟示 2010年（棗色）                             | 西沙里奧 2002年（黑色）        | Kirov Premiere | 鞍匠井            |
| 種馬 神威啟示 2010年（棗色）                             | 西沙里奧 2002年（黑色）        | Kirov Premiere | Querida           |
| 繁殖雌馬 Top Decile 2012年（栗色）                       | 祝賀 2000年（棗色）            | A.P. Indy      | 西雅圖迴旋        |
| 繁殖雌馬 Top Decile 2012年（栗色）                       | 祝賀 2000年（棗色）            | A.P. Indy      | Weekend Surprise  |
| 繁殖雌馬 Top Decile 2012年（栗色）                       | 祝賀 2000年（棗色）            | Prasie         | 淘金者            |
| 繁殖雌馬 Top Decile 2012年（栗色）                       | 祝賀 2000年（棗色）            | Prasie         | Wild Applause     |
| 繁殖雌馬 Top Decile 2012年（栗色）                       | Sequoia Queen 2004年（深棗色） | Forestry       | 雷貓              |
| 繁殖雌馬 Top Decile 2012年（栗色）                       | Sequoia Queen 2004年（深棗色） | Forestry       | Shared Interest   |
| 繁殖雌馬 Top Decile 2012年（栗色）                       | Sequoia Queen 2004年（深棗色） | Barefoot Dyana | Dynnaformer       |
| 繁殖雌馬 Top Decile 2012年（栗色）                       | Sequoia Queen 2004年（深棗色） | Barefoot Dyana | Spankey’s Seconds |
| 雌系：號族：22-b                                         |                                |                |                   |
| 五代內近親交配：雷弼圖 4×5、西雅圖迴旋 5×4、北地舞人 5×5 |                                |                |                   |

## 命名由來
名字中，Danon（ダノン）是馬主Danox Co. Ltd.冠名，源自公司名字，而此公司名字就是公司代表野田順弘之姓氏「野田」（ノダ）倒轉後的變體，Decile（デサイル）則繼承自母系Top Decile之名字，意思為十分位。

## 外部連結
- 野田分位 netkeiba.com （页面存档备份，存于）
- 血統表 （页面存档备份，存于）